# Walter Brehm (Sportwissenschaftler)
Walter Brehm (* 28. September 1948 in Tettnang) ist ein deutscher Sportwissenschaftler.

## Leben
Während seiner Jugend in Amtzell betrieb Brehm unter anderem Leichtathletik und alpinen Schisport. Von 1969 bis 1974 absolvierte er in Tübingen, Berlin und Wien ein Lehramtsstudium in den Fächern Mathematik und Sport. Während seines Studiums kam er mit Sportwissenschaftlern wie Ommo Grupe, Herbert Haag und Hans Groll in Kontakt.
In der Zeit von 1974 bis 1977 arbeitete er an der Universität Hamburg an seiner Doktorarbeit, der Titel seiner Dissertation lautete „Handeln und Lernen im Sportunterricht“. Ab 1977 war Brehm an der Universität Bielefeld tätig, arbeitete am Aufbau eines Instituts für Sportwissenschaft mit und hatte ab 1985 unter Professor Dietrich Kurz eine Stelle als wissenschaftlicher Mitarbeiter im Arbeitsbereich „Sportunterricht und Erziehung“ inne. In Bielfeld legte Brehm auch seine Habilitation mit dem Thema „Das Lehren sportlicher Fertigkeiten – Ein Beitrag zur Unterrichtsmethodik“ vor. Von 1986 bis 1991 hatte er in Bielefeld eine Professorenstelle inne und leitete den Fachbereich „Sport und Freizeit“.
1992 trat Brehm eine Professur am „Lehrstuhl Sportwissenschaft II“ am Institut für Sportwissenschaft der Universität Bayreuth an und fungierte darüber hinaus als geschäftsführender Direktor des Instituts. In den Jahren 2008 und 2009 war Brehm Dekan der Kulturwissenschaftlichen Fakultät der Universität Bayreuth. Er saß mehrfach dem Arbeitskreis für Sportwissenschaft und Sport der Universitäten in Bayern vor. Im Oktober 2013 wurde er in Bayreuth emeritiert.
Als Honorarprofessor war Brehm von 2009 bis 2017 an den Instituten für Sportwissenschaft der Baptist University in Hongkong sowie der Sporthochschule Wuhan tätig.
Ab Mitte der 1990er Jahre beriet Brehm neben seinen Hochschultätigkeiten den Deutschen Turner-Bund (DTB), von November 2009 bis November 2017 war er im DTB Vizepräsident für „Allgemeines Turnen“. Im Rahmen dieses Amtes kümmerte er sich unter anderem um den Themenbereich Gesundheits- und Fitnesssport.
Brehms Forschungsschwerpunkte lagen im Themenkomplex „Sport und Gesundheit“, darüber hinaus befasste er sich mit dem Schulsport und mit der Rolle von Sportvereinen. Wichtige Veröffentlichungen waren neben anderen das „Handbuch Gesundheitssport“, welches er gemeinsam mit Klaus Bös herausbrachte, „Gesund und Fit: Gesundheitsprogramme für Erwachsene“ sowie „Skifahren für Kinder und Jugendliche. Training, Technik, Taktik“.
Im Rahmen der Deutschen Vereinigung für Sportwissenschaft (DVS) trieb er gemeinsam mit Dietrich Kurz die Gründung einer Sektion Sportpädagogik voran, die 1987 auf einer von ihm organisierten Tagung in Bielefeld schließlich ins Leben gerufen wurde. 1997 war er darüber hinaus an der Gründung des DVS-Gremiums für „Sport und Gesundheit“ beteiligt und saß dieser Kommission von 1998 bis 2002 vor.